# Öztürkmenli

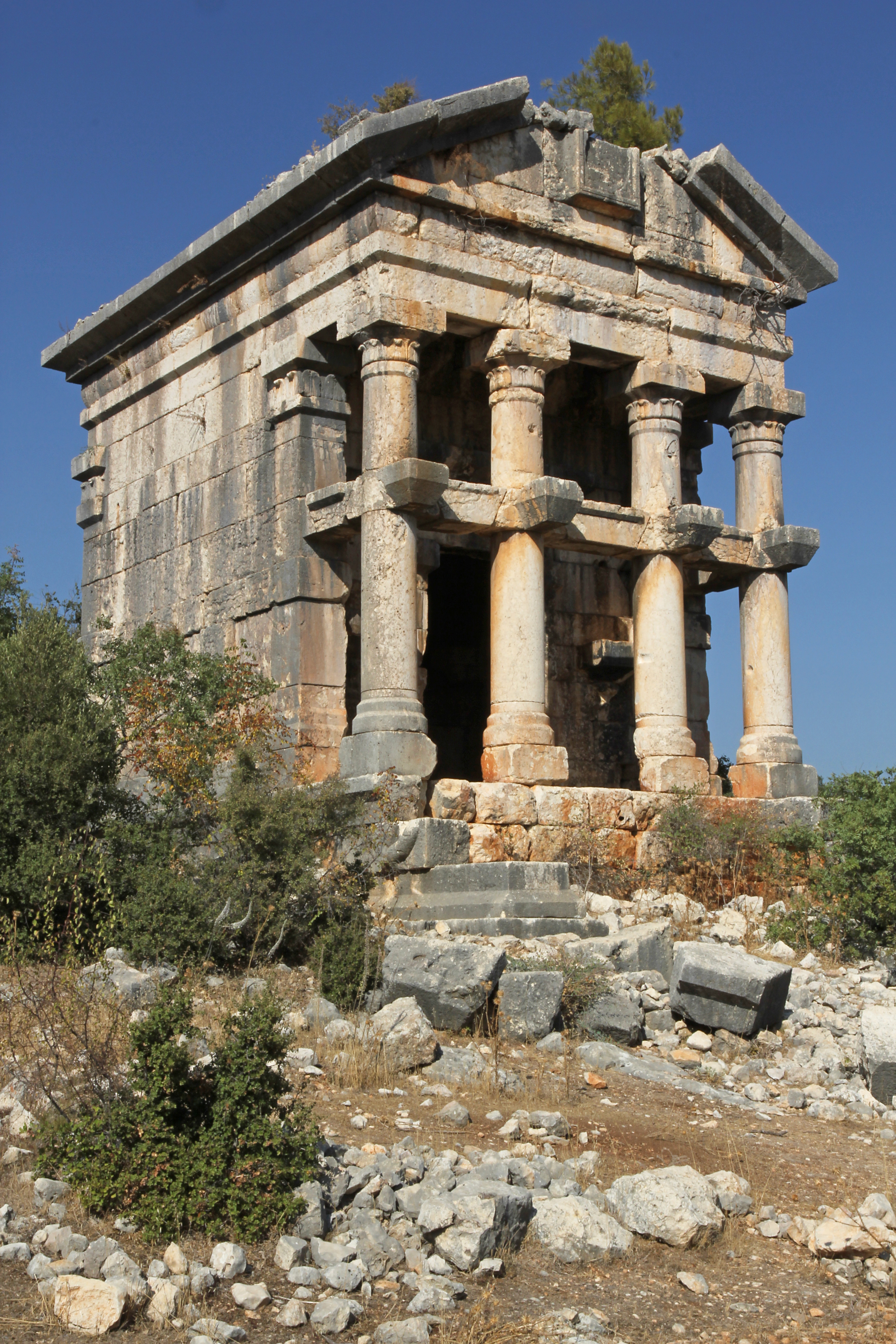
Mezgit Kalesi

Öztürkmenli war ein Dorf im Landkreis Silifke der türkischen Provinz Mersin. Seit einer Gebietsreform 2014 ist der Ort kein Dorf mehr, sondern ein Ortsteil der Kreisstadt Silifke.
Öztürkmenli liegt im Südosten des Landkreises, etwa zehn Kilometer nördlich der Kreisstadt Silifke. Die Entfernung zum Küstenort Atakent beträgt in Luftlinie etwa acht Kilometer, die Fahrstrecke etwa 13 Kilometer.
Etwa 300 Meter östlich des Dorfes liegen verschiedene römische Ruinen, die größtenteils in moderne Nutzung einbezogen sind, daneben das Tempelgrab Mezgit Kalesi.